# うんこさん-ツイてる人にしか見えない妖精-
『うんこさん-ツイてる人にしか見えない妖精-』（うんこさん ツイてるひとにしかみえないようせい）は、2009年4月26日から同年7月19日まで放送されていた、日本のテレビアニメ。

## 概要
関西テレビの『音エモン』日曜版の最後にて「音エモン ミュージックシアター」枠内で全13回が放送された。
放送終了直前の2009年7月17日にはDVDも発売された。
また、月刊コミックブンブンで漫画版が連載されていたが、2009年10月号での休刊に伴い終了した。
登場人物が全て「うんこ」であり、そのことからインターネット内では注目を浴びた。しかしその一方で、「キム・ベン」というキャラクターが「韓国を侮辱している！」として同内では物議を醸した。
当時の近畿広域圏での女子高校生の間では、開運キャラクターとして知られており、ぬいぐるみやキーホルダーなどのグッズが発売され、主題歌「うんとこサンバ」は着うたランキングで上位にランクインした。

## キャラクター
声優は全て脚本の坂本頼光が担当している。
- うんこさん
- うんこさんパパ
- うんこさんママ
- うんこちゃん
- フンパチ先生
- のぐっちゃん
- 看護師のぷり子
- コーンさん
- ナッツ
- BIG BEN
- DAI
- ベンジャミン姉
- ベンジャミン妹
- ババくん
- ジャイアンツ・ババ
- キム・ベン
- べん子
- ババくんの母ちゃん
- ベンソン
- ガリ・ベン
- ババ曲署のババ曲くん
- デ・ブー

## スタッフ
- 監督 - 伊屋迫汰
- 作画 - 本間美冴、堤心平
- 原案・原作・キャラクターデザイン - マッドバーバリアンズ
- 脚本 - すなふえ、坂本頼光
- 協力 - 月刊コミックブンブン、株式会社メディアプルポ、株式会社バーズ
- 制作 - 株式会社弥栄堂フヰルム

## 主題歌
「うんとこサンバ」
2009年7月15日リリース。同年5月20日付の有線J-POPリクエストチャートで20位、同年6月3日付のレコチョク着うたデイリーランキングで初登場4位をそれぞれ記録した。